# 丘卡文狙击步枪
丘卡文狙击步枪（俄語：Снайперская Винтовка Чукавина，缩写为СВЧ，罗马化：SVCh。缩写与俄语微波相同）是由卡拉什尼科夫集团研发的一款使用全功率子弹的半自动狙击步枪，其设计目的是取代俄罗斯联邦军队中服役多年的的 SVD步枪。俄罗斯武装部队 GRAU 代码6V14 。

## 历史[1]
SVD是苏联设计师叶夫根尼·德拉古诺夫在1958-1963年间研制的7.62x54Rmm狙击步枪，同时在伊热夫斯克机器制造厂投入量产，至今仍在生产。尽管该步枪具有固有的潜力，但它被认为已经过时。
俄罗斯军队需要现成的、“开箱即用”的解决方案：一套标准的枪身套件零件，能够无需适配器和技术难题即可安装。军队需要一种专门针对狙击手、战场精准射手（西方称之为神射手）的新型步枪。从卡拉什尼科夫集团2016年开始研发步枪，当时的目标是设计一款.308 Win.（7.62x51毫米）口径的狩猎卡宾枪。当时设计师的想法是开发一种新的武器布局设计。

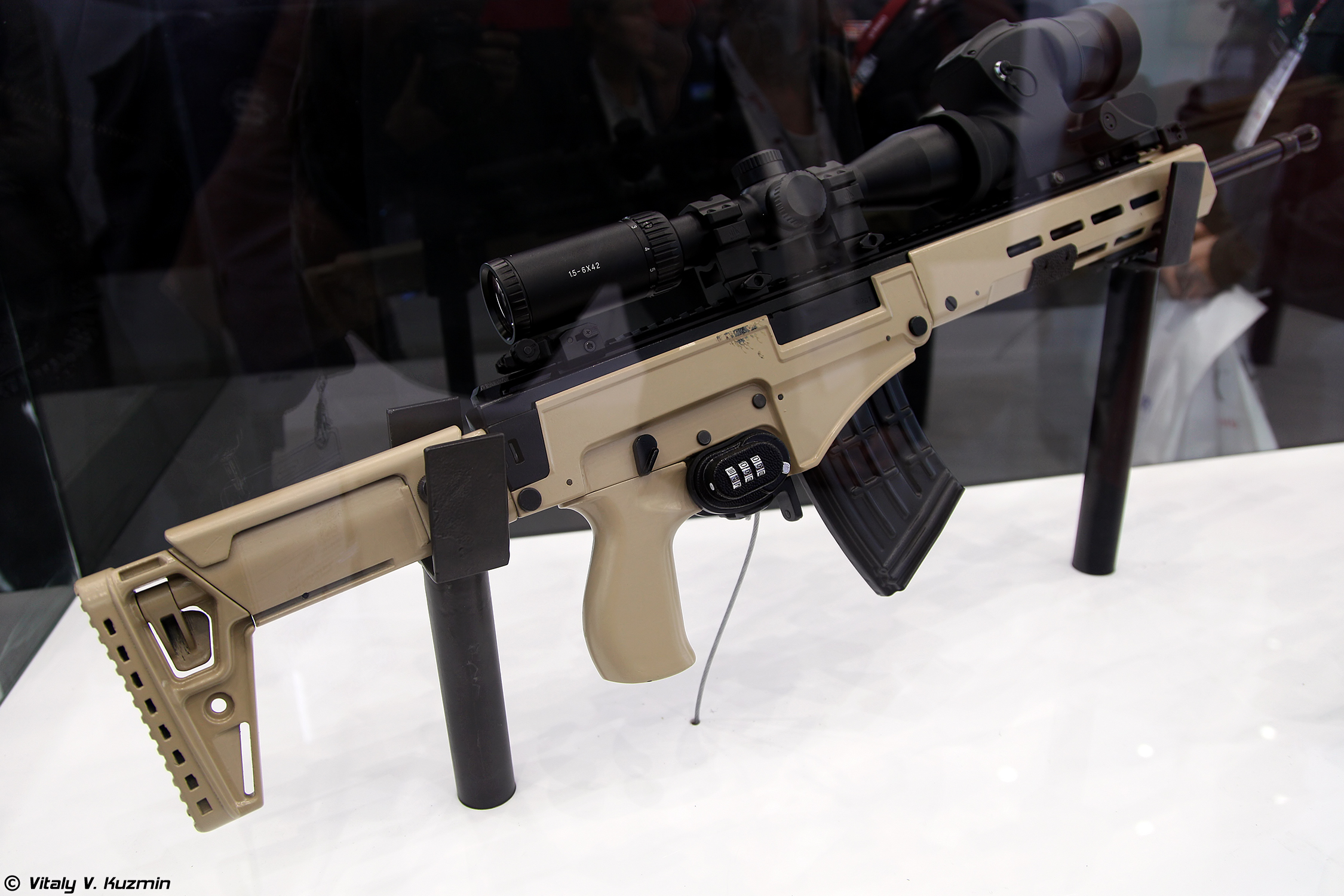
俄罗斯陆军2016年展中展出的SVK狙击步枪

2016年，俄罗斯卡拉什尼科夫公司推出原型SVK狙击步枪。
2017 年，俄罗斯卡拉什尼科夫公司改进后推出了其继任者丘卡文狙击步枪 (SVCh)。
在2018年的一次会议上，设计师向俄罗斯军方展示了这款卡宾枪，他们表示希望测试一款按照这个方案设计的作战武器。于是，设计团队启动了代号“死神”实验设计工作（Жнец），旨在研发一款俄罗斯国产7.62x54毫米口径的武器。

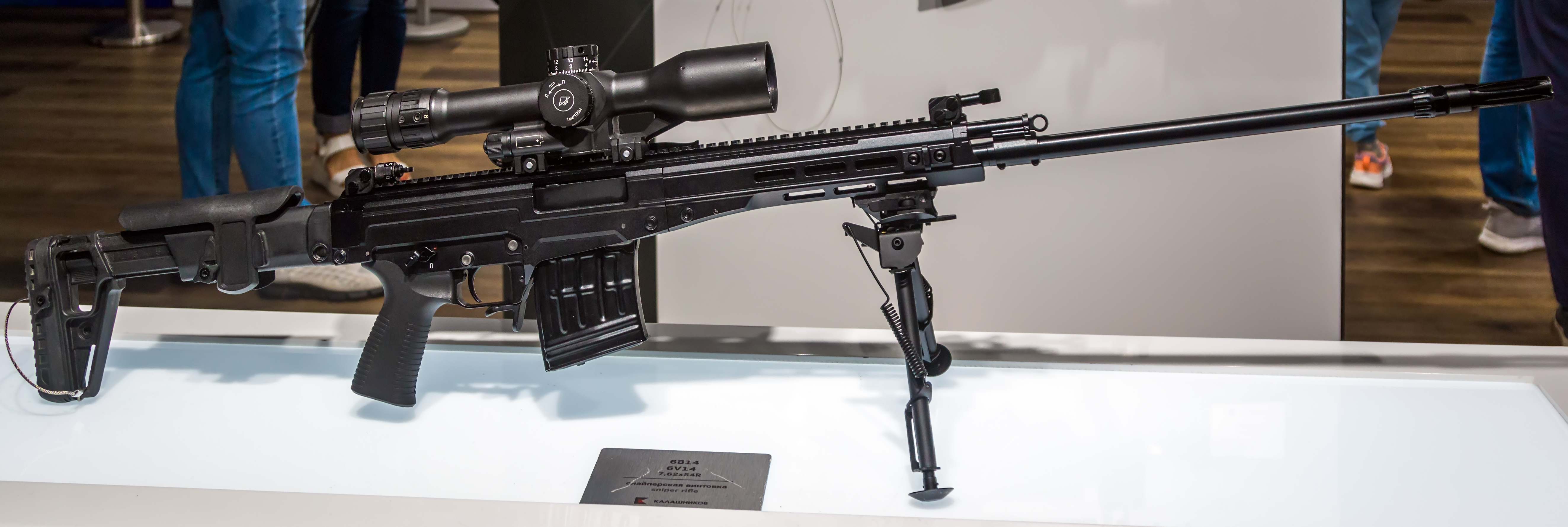
俄罗斯陆军2022年展会上展示的SVCH狙击步枪

该步枪的研发者安德烈·丘卡文（Андрей Чукавин）指出，他的产品在精度方面比德拉古诺夫步枪高出25%至30%。这得益于步枪本身的优化设计以及更优质的弹药。SVCh 步枪比老式步枪（SVD）主要在人体工程学方面更胜一筹。尤其是新步枪配备了一个现代化的设备连接接口，可以使用包括西方制造的现代瞄准系统。而SVD步枪则主要使用苏联或俄罗斯制造的燕尾槽式瞄准镜。
2021年，丘卡文狙击步枪国家测试完成。
2022年，卡拉什尼科夫集团总裁阿兰·卢什尼科夫宣布新步枪测试完成，并将于同年年底开始交付，以取代老旧的SVD步枪。随后获得GRAU 代码6V14号。然而，自此之后，这种步枪在军队中的大规模亮相并未引起人们的关注。据报道，一定数量的7.62x54R基本口径SVCh步枪已在乌克兰境内参与作战行动的俄罗斯特种部队中进行了实战测试。同时，据称该步枪获得了用户的积极反馈。
2023年，进入量产。

## 名称
根据音译可以称为楚卡文狙击步枪，或者根据俄语简称SVCh 狙击步枪或者微波狙击步枪（因俄语缩写СВЧ和微波相同）。

## 设计[7][2]
SVCh 的设计基于德拉古诺夫紧凑型突击步枪（MA）的结构设计，该步枪采用“倒置”布局，配备U 形横截面的钢制机匣，枪机组处于“悬挂”状态。在这种布局下，武器的主要部件安装在带有导轨的坚固上导轨上。所有其他元件均不承受太大的负荷，可以由轻合金或塑料制成。而经典的SVD和AK设计中，没有上导轨，枪机框沿着下导轨移动，但这里的情况相反 - 枪机框和枪机沿着上导轨移动。
自动系统的工作原理是利用导气活塞的短行程，将部分火药气体通过枪管壁上的开口导流。通过旋转带有三个凸耳的枪栓来锁定枪管。该设计包括一个手动气体调节器，无论在正常配置（带消音器）还是安装低噪音射击装置的情况下，都能确保可靠舒适的射击。扳机机构外壳由铝合金制成，连同弹匣、机匣和扳机护圈一起安装在机匣底部。
该武器采用左右手均可操作的操控方式，扳机力可调。机匣上方设有皮卡汀尼导轨，用于安装现代瞄准系统。如有需要，也可在同一导轨上安装开放式瞄准具。塑料伸缩枪托配有可调节的贴腮托，可向左侧折叠。该步枪可配备折叠式可调节两脚架和战术消音器。

## 性能[8]
- 口径：СВЧ-54 型使用7.62X54R毫米弹药，СВЧ-308 使用7.62X51NATO毫米弹药，СВЧ-8.6 使用 .338 Lapua Magnum弹药
- 弹药筒：7.62x54R     (7N1 和 7N14)
- 空弹匣重量：4.8千克
- 枪托展开时长，：1170毫米/46；1250毫米/49.2（带消音器）
- 枪托折叠后长度：960/37.7毫米
- 枪管长度米：620/24.4毫米
- 弹匣容量，发：10
- 动作系统：短行程活塞式导气
- 射击模式：半自动
- 机械瞄具类型：觇孔式（备用）
- 光学装置安装：机匣上部皮卡汀尼导轨
- 光学瞄准镜： 1P97 3-15 倍可变倍率日间望远瞄准镜
- 附件安装：M-LOK 护木
- 保险：双手可操作
- 枪托：左侧折叠 / 长度可调
- 枪托长度调节范围/步进：60/10毫米
- 枪托底板高度调节范围：± 30毫米
- 贴腮板高度调节范围，：25毫米
- 刺刀座：无
- 标准两脚架：有，可调节可折叠
- 枪口螺纹：M18x1毫米
- 标准枪口装置：消焰器和消音器
- 标准消音器：有
- 空仓挂机：有
- 扳机力可调范围：10-20牛顿

## 优缺点[9][2]
优点
SVCh 在现代化方面迈出了重要一步：
- 模块化和通用性强：集成了皮卡汀尼导轨和 M-LOK 护木，能方便地安装各种光学瞄准具（包括夜视和热成像）克服SVD无法保证100%的瞄准线回正率以及，当枪托升温时，支架可能会松动的缺点。消音器及其他附件，大大增强了其战场适应性。
- 后坐力管理：采用枪管与枪托同轴设计，加上略微增加的自重，有效降低了射击时的后坐力，提升了射手的舒适度和持续作战能力。
- 紧凑性与便利性：折叠式枪托使其在运输时更加紧凑。同时，可调节的枪托（包括长度、贴腮板和底板）能更好地适应不同射手的需求。清洁和维护相对方便，即便枪托折叠也能从尾部清洁枪管。
- 取消刺刀座：这一改进符合现代狙击步枪的设计理念，避免了不必要的近战配置，更专注于精准射击。

缺点
尽管有诸多优点，SVCh 在核心性能方面仍存在争议：
- 散布精度问题：这是 SVCh 最受诟病的一点。许多用户反映其散布精度不稳定，难以达到理想的1角分（MOA）甚至1.5角分，表现有时与被替换的 SVD 相似。这可能与枪管质量问题或7.62x54R 弹药的批次稳定性有关，给射手带来了挑战。
- 机动性下降：由于增加了配件和自身重量，带瞄准具、两脚架和消音器的 SVCh 比 SVD 更重（SVCh的重量为4.2公斤），这会影响射手的战场机动性。
- 易受污染：护木上的镂空虽然有助于散热和安装附件，但也可能导致泥沙等污物进入，影响步枪的可靠性。
- 拆卸和组装的复杂性：新枪或脏枪的拆卸可能需要专用工具甚至敲击，且维护后的组装对新手而言较为困难，尤其是枪机和击锤簧的安装，可能存在误操作的风险，显示出工程设计上的一些不足。

## 实战使用
- 俄乌战争